# 신순성
신순성(愼順晟, 1878년 1월 27일 ~ 1944년 2월 7일)은 한국 최초의 근대 항해사 중 한 명으로, 대한제국 해군의 양무호와 광제호의 함장으로 있었다.
1878년 한성부에서 태어났다. 한성일어학교를 수료하고 박영효의 추천으로 1895년 일본에 국비 장학생으로 유학했다. 그는 구마모토 상업학교에서 수학하면서 예비 항해사 자격을 얻어 1897년 도쿄고등상선학교에 입학하였고, 4년간 이수 후 1901년 한국인 최초로 항해사 자격을 취득하였다.
1903년 대한제국군이 한국 최초의 근대식 군함인 양무호를 도입하자 고종황제의 임명에 의해 신순성이 함장으로 임명된다. 1904년 새로 군함 광제호가 건조되어 다시 그가 함장직을 맡았다. 그러나 이들은 일본제국이 대한제국군을 해산할 때까지 군함으로 사용되지 않았다. 한일합병 이후에도 상선으로 전환된 광제호의 선장으로 있었고, 1920년 광제호가 인천 해원양성소의 실습선이 되자 실습교관으로 근무하다가 1938년 퇴직했다. 1944년 인천에서 세상을 떠났다.
경술국치 전날, 신순성 함장은 광제호에 게양되어 있던 태극기를 내려 보관하고 있었다. 해방을 1년 앞두고 사망한 아버지를 대신해 아들 신태범(愼兌範) 박사가 광복 이후 열린 한국 기선 취항식에서 일본으로부터 인수받은 기선에서 일장기를 내리고 이 태극기를 게양했다고 한다.

## 같이 보기
- 대한제국 해군